# Olympiodoros af Theben
Olympiodoros (Olympiodoros af Theben, død i 5. århundrede) var en græsksproget historieskriver i senantikken, født i det østromerske Egypten.
Han lærte sig også latin og blev ansat ved hoffet i Konstantinopel. I 412 blev han sendt på diplomatisk mission til hunnerne.
Han skrev det romerske riges historie, (med fokus på det vestromerske rige) fra 407 til 425, men dette værk kendes kun gennem udtog hos Fotios.